# Nikolai von der Osten-Sacken

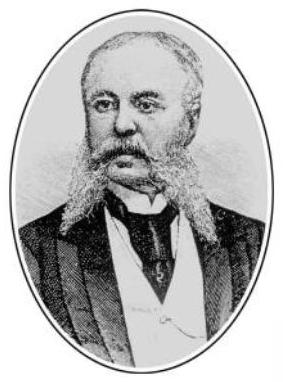
Nikolai von der Osten-Sacken

Nikolai Dmitrijewitsch Graf von der Osten-Sacken (russisch Николай Дмитриевич Остен-Сакен; * 14. Märzjul. / 26. März 1831greg. in Tschernihiw; † 9. Maijul. / 22. Mai 1912greg. in Monte Carlo) war ein russischer Diplomat. Er war von 1895 bis 1912 russischer Botschafter in Berlin.

## Leben und Wirken
Nikolai von der Osten-Sacken entstammte einem alten, deutsch-baltischen Adelsgeschlecht. Sein Vater, Dmitri von der Osten-Sacken, diente als General in der russischen Armee.
Seine erste Ausbildung erhielt Osten-Sacken durch Privatlehrer, später besuchte er das Armand Richelieu-Lyzeum in Odessa.
Seine berufliche Laufbahn begann er 1852 als Beamter im russischen Außenministerium. Während des Krimkrieges (1853–1856) diente er zeitweise als Beamter für besondere Aufgaben des Oberkommandierenden der russischen Armee. Sein Vater machte sich während des Krieges bei der Verteidigung Sewastopols verdient und erhielt dafür 1855 den Grafentitel. Da sich dieser auch auf seine Nachkommen erstreckte, wurde damit auch sein Sohn Nikolai in den Grafenstand erhoben.
Erstmals ins Ausland entsandt wurde Nikolai von der Osten-Sacken 1856. Zunächst war er Mitglied der russischen Gesandtschaften in Den Haag, später arbeitete er in Madrid, Bern und Turin. Kurz vor Beginn des Deutsch-Französischen Krieges von 1870/71 kam er als Gesandter nach Darmstadt, wo er für elf Jahre blieb. Es folgten eine Versetzung als Gesandter nach München und schließlich, ab 1895, der Höhepunkt und Abschluss seiner Laufbahn, der Posten des russischen Botschafters für das Deutsche Reich in Berlin, wo er als Nachfolger des Grafen Paul Andrejewitsch Schuwalow knapp siebzehn Jahre lang, bis 1912, wirkte. 1910 wurde er mit dem Orden des Heiligen Andreas, dem höchsten Orden des Russischen Reiches ausgezeichnet. 
In seiner mit dem Amt des Botschafters verbundenen Eigenschaft als Ehrenvorsitzender der gemeinnützigen Bruderschaft des heiligen Fürsten Wladimir unterstützte Osten-Sacken den Bau russisch-orthodoxer Kirchen in Deutschland. 
Osten-Sackens Gemahlin war die Fürstentochter Maria Iljinitschna Dolgorukowa (1822–1908), die in erster Ehe mit dem russischen Botschafter in Spanien, Fürst M. A. Golizyn verheiratet gewesen war. Sie galt als Förderin der Künste, zumal der Musik. So war die Gräfin, die einst zusammen mit Frédéric Chopin studiert hatte, eine Mäzenatin des Komponisten Seregei Bortkiewicz, dem Verwandten eines Mitarbeiters ihres Gatten.